# Schepen van Nemi

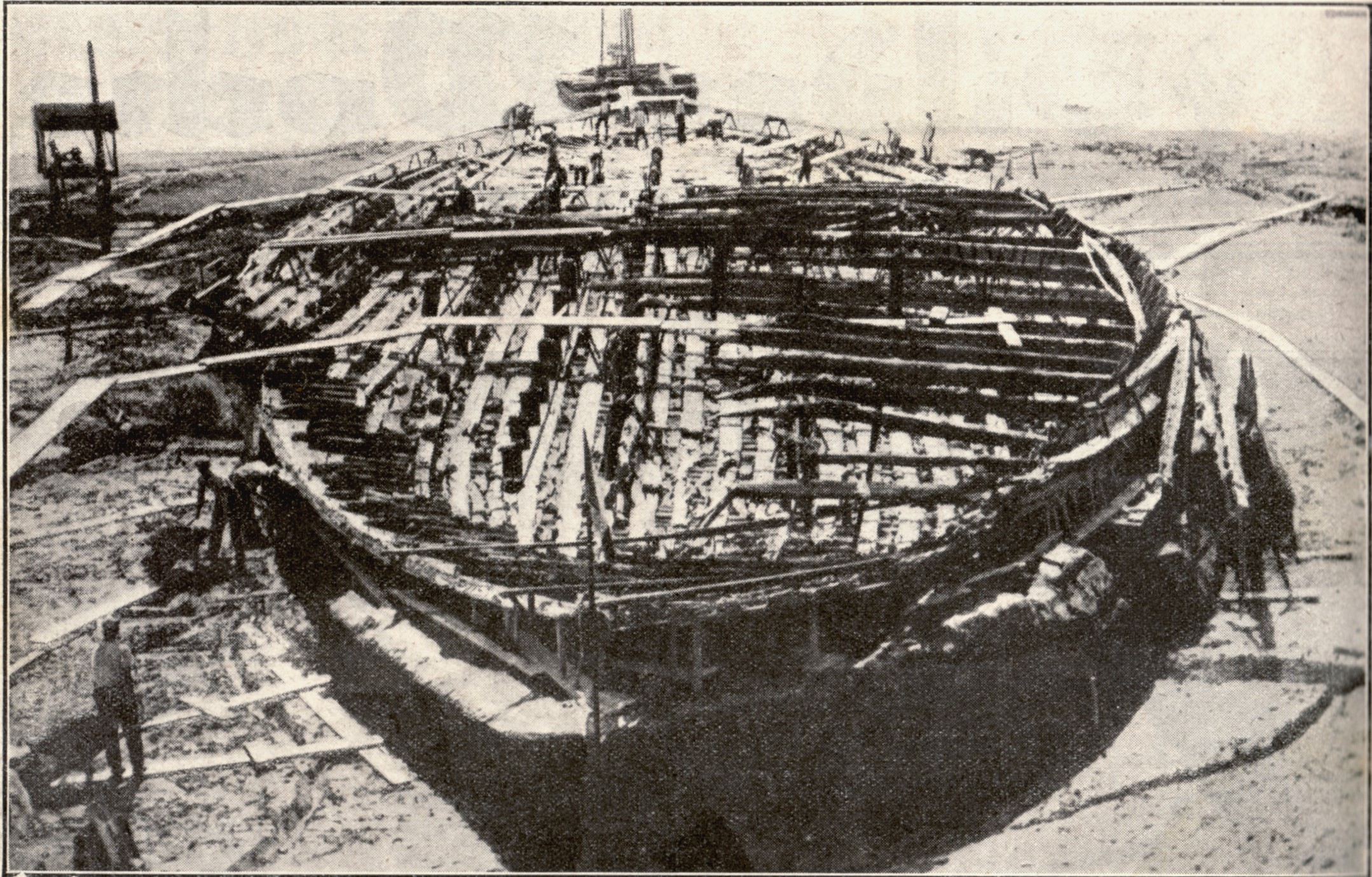
Overblijfselen van een van de schepen in 1929

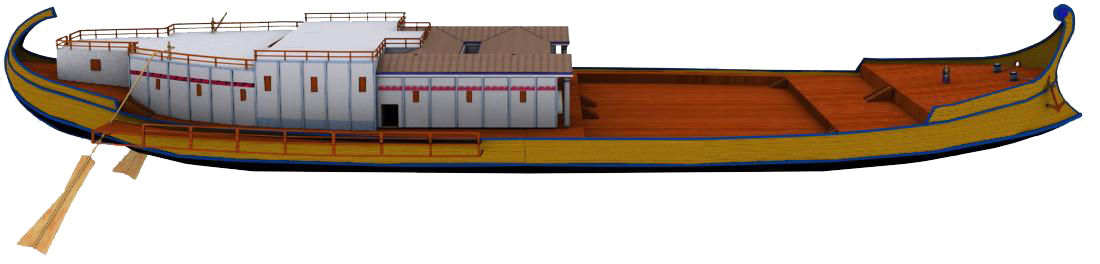
Reconstructie van schip A

De schepen van Nemi waren twee monumentale plezierboten van 70 m en 73 m lang, gebouwd in de eerste eeuw n.C. in opdracht van de Romeinse keizer Caligula en die gezonken waren in het Meer van Nemi bij Rome.
Ze werden in 1929 geborgen in opdracht van de Italiaanse dictator Benito Mussolini, en ondergebracht in een museum. Bij de berging van de schepen werd onder andere vastgesteld dat de Romeinen al beschikten over zeer geavanceerde ankers en over zuigerpompsystemen, waarover de kennis later verloren ging en die nadien pas in de middeleeuwen opnieuw zouden worden uitgevonden.
De schepen werden in 1944 vernietigd in een brand die ontstond tijdens gevechten tussen Amerikaanse en Duitse troepen. Er bleef van de schepen niets over, op enkele kleinere overblijfselen na, die bewaard zijn in een heropgebouwd museum (Museo delle Navi Romane) waarin ook replica's op schaal 1:5 worden tentoongesteld.
In 2017 werd een uitgebreid onderzoek gevoerd naar het mogelijke bestaan van een derde, nog groter schip dat in een ander, dieper deel van het Meer van Nemi zou verborgen liggen. Dit naar aanleiding van verhalen uit de 16e eeuw en geruchten die circuleerden bij plaatselijke vissers. Tijdens dit onderzoek, dat gepaard ging met uitvoerige scans van het meer, werd echter geen derde Nemi-schip teruggevonden, enkel een vissersboot uit de 20e eeuw.